# César pro nejlepší adaptaci
César pro nejlepší adaptaci je jedna z kategorií francouzské filmové ceny César poprvé vyhlašovaná v roce 1976. Aktuální podoba kategorie pochází z roku 2006 (a předtím z let 1983 až 1985), kdy byla kategorie César pro nejlepší původní scénář nebo adaptaci rozdělena na dvě samostatné kategorie.

## Vítězové a nominovaní
V letech 1976 až 1982 existovala sloučená kategorie César pro nejlepší původní scénář nebo adaptaci.

### 80. léta
- 1983: Hvězda severu – Jean Aurenche, Pierre Granier-Deferre a Michel Grisolia, podle knihy Le Locataire od Georgese Simenona
  - Danton – Jean-Claude Carrière a Jacek Gasiorowski, podle divadelní hry L'Affaire Danton od Stanisławy Przybyszewské
  - Bídníci – Alain Decaux a Robert Hossein, podle stejnojmenné knihy od Victora Huga
  - Hécate – Pascal Jardin a Daniel Schmid, podle knihy Hécate et ses chiens od Paula Moranda

- 1984: Vražedné léto – Sébastien Japrisot, podle stejnojmenné knihy od Sébastiena Japrisota
  - Ahoj, tajtrlíku! – Claude Berri, podle stejnojmenné knihy od Alaina Page
  - Jménem mých blízkých – Robert Enrico, podle knihy Jménem mých blízkých od Martina Graye

- 1985: Neděle na venkově – Bertrand Tavernier a Colo Tavernier, podle povídky Monsieur Ladmiral va mourir od Pierra Bosta
  - La Femme publique – Dominique Garnier a Andrzej Żuławski, podle stejnojmenné knihy od Dominique Garnier
  - Rozmar – Francis Girod a Françoise Giroud, podle knihy Le Bon Plaisir od Françoise Giroud

V letech 1986 až 2005 existovala kategorie César pro nejlepší původní scénář nebo adaptaci.

### 0. léta
Od roku 2006 byly vytvořeny dvě samostatné kategorie: nejlepší původní scénář a nejlepší adaptace.
- 2006: Tlukot mého srdce se zastavil – Jacques Audiard a Tonino Benacquista, podle filmu Prsty režiséra Jamese Tobacka
  - Le Promeneur du Champ-de-Mars – Georges-Marc Benamou a Gilles Taurand, podle povídky Le Dernier Mitterrand od Georgese-Marca Benamou
  - Sekera – Costa-Gavras a Jean-Claude Grumberg, podle knihy The Ax od Donalda Westlaka
  - V jeho rukou – Julien Boivent a Anne Fontaineová, podle knihy Les Kangourous od Dominique Barbéris
  - Gabriela – Patrice Chéreau a Anne-Louise Trividic, podle knihy Návrat od Joseph Conrad

- 2007: Lady Chatterleyová – Pascale Ferran, Roger Bohbot a Pierre Trividic, podle knihy Milenec lady Chatterleyové od Davida Herberta Lawrence
  - Agent 117 – Serge Hazanavicius a Jean-François Halin, podle série špionážních románů OSS 117 od Jeana Bruce
  - Neboj, jsem v pořádku – Olivier Adam a Philippe Lioret, podle knihy Je vais bien, ne t'en fais pas od Oliviera Adama
  - Nikomu to neříkej – Philippe Lefebvre a Guillaume Canet, podle knihy Nikomu ani slovo od Harlana Cobena
  - Zbloudilá srdce – Jean-Michel Ribes, podle divadelní hry Petites peurs partagées od Alana Ayckbourna

- 2008: Persepolis – Marjane Satrapi a Vincent Paronnaud, podle stejnojmenného komiksu od Marjane Satrapi
  - Prostě spolu – Claude Berri, podle stejnojmenné knihy od Anny Gavaldy
  - Skafandr a motýl – Ronald Harwood, podle stejnojmenného příběhu od Jeana-Dominiqua Baubyho
  - Tajemství – Natalie Carter a Claude Miller, podle stejnojmenné knihy od Philippa Grimberta
  - Darling – Christine Carrière, podle stejnojmenného románu od Jeana Teulého

- 2009: Mezi zdmi – Laurent Cantet, François Bégaudeau a Robin Campillo, podle knihy Entre les murs od François Bégaudeau
  - Deux jours à tuer – Éric Assous, François d'Épenoux a Jean Becker, podle děl François d'Épenoux
  - Vražda ve vlaku – Clémence de Biéville, François Caviglioli a Nathalie Lafaurie, podle knihy Zločiny pro dva od Agathy Christie
  - Veřejný nepřítel č. 1 a Veřejný nepřítel č. 1: Epilog – Abdel Raouf Dafri a Jean-François Richet, podle autobiografického příběhu L'Instinct de mort od Jacquesa Mesrina
  - Krásná Junie – Christophe Honoré a Gilles Taurand, volně podle románu Paní de Clèves od Madame de La Fayette

### 10. léta
- 2010: Slečna Chambonová – Stéphane Brizé a Florence Vignon, podle knihy Mademoiselle Chambon od Érica Holdera
  - Coco Chanel – Anne Fontaineová a Camille Fontaine, podle stejnojmenné knihy od Edmona Charlese-Roux
  - Poslední na cestu – Philippe Godeau a Agnès de Sacy, podle povídky Le Dernier pour la route od Hervého Chebaliera
  - Mikulášovy patálie – Laurent Tirard a Grégoire Vigneron,  podle série knih Malý Mikuláš od René Goscinnyho a Sempého
  - Les Herbes folles – Alex Réval a Laurent Herbiet, podle knihy L'Incident od Christiana Gaillyho

- 2011: Muž ve stínu – Robert Harris a Roman Polański, podle knihy Duch od Roberta Harrise
  - Strom – Julie Bertuccelli, podle knihy Strom - V koruně naděje, v kořenech smutek od Judy Pascoe
  - Muž, který chtěl žít svůj život – Éric Lartigau a Laurent de Bartillat, podle knihy L'Homme qui voulait vivre sa vie od Douglase Kennedyho
  - Profesionální manželka – François Ozon, podle divadelní hry Potiche od Pierra Barilleta a Jeana-Pierra Grédyho
  - Princezna z Montpensier – Bertrand Tavernier, Jean Cosmos a François-Olivier Rousseau, podle stejnojmenné knihy od Madame de Lafayette

- 2012: Bůh masakru – Roman Polański a Yasmina Reza, podle stejnojmenné divadelní hry od Yasminy Rezy
  - Něžnost – David Foenkinos, podle stejnojmenné knihy od Davida Foenkina
  - Présumé coupable – Vincent Garenq, podle životopisu Alaina Marécaux v aféře Outreau
  - Omar m'a tuer – Olivier Gorce, Roschdy Zem, Rachid Bouchareb a Olivier Lorelle, podle aféry Omara Raddada
  - Vzpoura – Mathieu Kassovitz, Benoît Jaubert a Pierre Geller, podle knihy La Morale et l'action od Philippa Legorjuse

- 2013: Na dřeň – Jacques Audiard a Thomas Bidegain, podle sbírky povídek Rust and Bone od Craiga Davidsona
  - 38 svědků – Lucas Belvaux, podle knihy Est-ce ainsi que les femmes meurent? od Didiera Decoina
  - Sbohem, královno – Gilles Taurand a Benoît Jacquot, podle knihy Les Adieux à la reine od Chantal Thomas
  - U nich doma – François Ozon, podle knihy Le Garçon du dernier rang od Juana Mayorgy
  - Jméno – Matthieu Delaporte a Alexandre de la Patellière, podle stejnojmenné divadelní hry od Matthieuho Delaporte a Alexandra de la Patellière

- 2014: Kluci a Guillaume, ke stolu! – Guillaume Gallienne, podle divadelní hry Les Garçons et Guillaume, à table! od Guillauma Gallienna
  - Jimmy P. – Arnaud Desplechin, podle knihy Psychothérapie d'un indien des plaines od Georgese Devereux
  - Zamini – Bertrand Tavernier, Christophe Blain a Antonin Baudry, podle komiksu Quai d'Orsay od Christopha Blaina a Abela Lanzaca
  - Venuše v kožichu – Roman Polański a David Ives, podle stejnojmenné divadelní hry od Davida Ivese, která je inspirována stejnojmenným románem od Leopolda von Sachera-Masocha
  - Život Adèle – Abdellatif Kechiche a Ghalya Lacroix, podle komiksu Le bleu est une couleur chaude od Julie Maroh

- 2015: Diplomacie – Cyril Gély a Volker Schlöndorff, podle divadelní hry Diplomatie od Cyrila Gélyho
  - Modrý pokoj – Mathieu Amalric a Stéphanie Cléau, podle románu La Chambre bleue od Georgese Simenona
  - Lulu sama sebou – Sólveig Anspach a Jean-Luc Gaget, podle komiksu Lulu femme nue od Étienna Davideau
  - Nejsi můj typ – Lucas Belvaux, podle knihy Pas son genre od Philippa Vilaina
  - Příště budu mířit na srdce – Cédric Anger, inspirováno aférou Alaina Lamara a knihou Un assassin au-dessus de tout soupçon od Yvana Stefanovitche

- 2016: Fatima – Philippe Faucon, podle knihy Prière à la lune od Fatimy Elayoubi
  - Případ SK1 – David Oelhoffen a Frédéric Tellier, podle knihy L'Affaire SK 1 od Patricie Tourancheau
  - Panelový svět – Samuel Benchetrit, podle knihy Les Chroniques de l’Asphalte od Samuela Benchetrita
  - Aféra Clearstream – Vincent Garenq a Stéphane Cabel, podle knihy Clearstream, l'enquête od Denise Roberta
  - Deník komorné – Benoît Jacquot a Hélène Zimmer, podle stejnojmenné knihy od Octava Mirbeau

- 2017: Můj život Cuketky – Céline Sciamma, podle knihy Autobiographie d'une courgette od Gillese Parise
  - Elle – David Birke, podle knihy Oh... od Philippa Dijana
  - 150 miligramů – Séverine Bosschem a Emmanuelle Bercot, podle knihy Mediator 150 mg: combien de morts? od Irène Frachon
  - Frantz – François Ozon, podle divadelní hry L'Homme que j'ai tué od Maurice Rostanda
  - Kameny bolesti – Nicole Garcia a Jacques Fieschi, podle stejnojmenné knihy od Mileny Agus
  - Život za život – Katell Quillévéré a Gilles Taurand, podle knihy Réparer les vivants od Maylis de Kerangal

- 2018: Na shledanou tam nahoře – Albert Dupontel a Pierre Lemaitre, podle stejnojmenné knihy od Pierra Lemaitra
  - Dopisy z fronty – Xavier Beauvois a Frédérique Moreau, podle stejnojmenné knihy od Ernesta Pérochona
  - Patients – Grand Corps Malade a Fadette Drouard, podle stejnojmenné knihy od Grand Corps Malade
  - Příslib úsvitu – Éric Barbier a Marie Eynard, podle stejnojmenné knihy od Romaina Garyho
  - Obávaný – Michel Hazanavicius, podle knihy Un an après od Anne Wiazemsky

- 2019: Lechtání – Andréa Bescond a Éric Métayer, podle divadelních her Les Chatouilles a La Danse de la colère
  - Bolest – Emmanuel Finkiel, podle románu Bolest od Marguerite Duras
  - The Sisters Brothers – Jacques Audiard a Thomas Bidegain, podle stejnojmenného románu od Patricka deWitta
  - Madam J – Emmanuel Mouret, podle románu Jakub fatalista a jeho pán od Denise Diderota
  - Un amour impossible – Catherine Corsini a Laurette Polmanss, podle stejnojmenného románu od Christine Angot

### 20. léta
- 2020: Žaluji! – Roman Polański a Robert Harris, podle knihy Důstojník a špeh od Roberta Harrise
  - Dospěláci v místnosti – Costa-Gavras, podle stejnojmenné knihy od Janise Varufakise
  - Kde je moje tělo? – Jérémy Clapin a Guillaume Laurant, podle knihy Happy Hand od Guillauma Lauranta
  - Slitování – Arnaud Desplechin a Léa Mysius, podle dokumentu Roubaix, commissariat central od Mosco Boucaulta
  - Pouze zvěř – Dominik Moll a Gilles Marchand, podle stejnojmenné knihy od Colina Niela

- 2021: La Fille au bracelet – Stéphane Demoustier, podle knihy Acusada od Gonzalo Tobala
  - Kubánská spojka – Olivier Assayas, podle knihy Os Últimos Soldados da Guerra Fria od Fernanda Moraise
  - La Daronne – Hannelore Cayre a Jean-Paul Salomé, podle stejnojmenné knihy od Hannelore Cayre
  - Léto 85 – François Ozon, podle knihy Dance on My Grave od Aidana Chamberse
  - Africké dětství – Eric Barbier, podle knihy Malá krajina od Gaëla Faye

- 2022: Ztracené iluze – Xavier Giannoli a Jacques Fieschi, podle stejnojmenného románu od Honoré de Balzaca
  - Les Choses humaines – Yaël Langmann a Yvan Attal, podle stejnojmenné knihy od Karine Tuil
  - Událost – Audrey Diwan a Marcia Romano, podle stejnojmenné knihy od Annie Ernauxové
  - Paříž, 13. obvod – Céline Sciamma, Léa Mysius a Jacques Audiard, podle komiksu Les Intrus od Adriana Tomina
  - Serre moi fort – Mathieu Amalric, podle divadelní hry Je reviens de loin od Claudine Galea

- 2023: Noc 12. – Xavier Giannoli a Jacques Fieschi, podle knihy 18.3 – Une année à la PJ od Pauline Guény
  - Poslední střih – Michel Hazanavicius, podle knihy Ne coupez pas ! od Shin'ichirō Ueda
  - Enquête sur un scandale d'État – Thierry de Peretti a Jeanne Aptekman, podle knihy L'Infiltré od Huberta Avoina a Emmanuela Fanstena

- 2024: Jen my dva – Valérie Donzelli a Audrey Diwanová, podle knihy L'Amour et les Forêts od Érica Reinhardta
  - Le Consentement – Vanessa Filho, podle knihy Le Consentement od Vanessy Springory
  - L'Été dernier – Catherine Breillat, podle filmu Srdcová královna od May el-Toukhy

- 2025: Emilia Pérez – Jacques Audiard, podle knihy Écoute od Borise Razona
  - Hrabě Monte Christo – Matthieu Delaporte a Alexandre de La Patellière, podle knihy Hrabě Monte Cristo od Alexandra Dumase st.
  - Nejcennější dárek – Michel Hazanavicius a Jean-Claude Grumberg, podle knihy La Plus Précieuse des marchandises od Jeana-Clauda Grumberga